# Grondverf
Grondverf of uit het Engels primer is een eerste laag op een ondergrond (substraat) die zorgt voor een optimale hechting tussen de ondergrond en de volgende (lak- of lijm)lagen.
Grondverven kunnen speciale eigenschappen hebben die de ondergrond egaliseren, of voorkomen dat de ondergrond oplost, er vocht binnendringt, uv-licht passeert of dat de ondergrond oxideert.

## Voorbeelden
WashprimerDeze term komt uit de scheepvaart. Vroeger werden schepen gewassen met zwabbers. Een washprimer is een dunne grondverf, oorspronkelijk op basis van polyvinylbutyral (PVB) en zinktetraoxychromaat (kankerverwekkend), die reageert met de ondergrond.
ZinkchromaatprimersZinkchromaat, ofwel zinkgeel, is een roestwerende grondverf.
Isolerende grondverf
Veel houtsoorten bevatten houttannines. Om het optrekken van vocht komen deze houttannines naar de oppervlakte en zorgen voor verkleuring. Om verkleuring tegen te gaan zijn er isolerende primers die zorgen dat de houttannines onder de verflaag blijven.
AcrylaatprimersAfgeleid van het kunsthars acrylaat. Acrylaatprimers komen zowel in één component als in twee componenten voor. Ook wordt het acrylaat gemengd met andere materialen.
EpoxyprimersBindmiddelen van epoxyhars met pigmenten en met vulmiddelen. Epoxyprimers wordt veel toegepast in de scheepsbouw.
Waterdragende grondvervenGrondverven die in water gedispergeerd (gelijkmatig verdeeld) zijn. Bij verdamping van het water zal de grondverf overblijven en uitharden. Het voordeel van waterdragende grondverven is dat er geen oplosmiddelen vrij komen en dus minder gezondheidsrisico's geven voor de schilder.